# Изпълнена с любов
„Изпълнена с любов“ (на испански: Llena de amor) е мексиканска теленовела от 2010 г., режисирана от Серхио Катаньо и Клаудио Рейес Рубио, и продуцирана от Анджели Несма Медина за Телевиса. Адаптация е на венецуелската теленовелата Моя сладка Валентина от 2002 г., създадена от Каролина Еспада и Росана Негрин.
В главните роли са Ариадне Диас и Валентино Ланус, а в отрицателните - Асела Робинсън и Алтаир Харабо. Специално участие вземат Сесар Евора и Лаура Флорес.

## Сюжет
Марианела е сладко, забавно и много умно момиче, може да се каже, че има всичко, с изключение на физическата красота, защото е с наднормено тегло. В продължение на години Марианела е приемала шоколад и антидепресанти и въпреки щастието, което излъчва, се чувства много самотна, защото от 8-годишна живее в училище интернат далеч от майка си. В деня на завършване на училището Марианела се среща с майка си Ева, която я моли за прошка заради годините, които са изгубили. Ева обещава на дъщеря си, че никога вече няма да се разделят. Ева обаче умира в ужасна катастрофа. Заради инцидента Марианела е принудена да отида да живее при леля си Федра, зла и извратена жена, която винаги е мразила Ева, а сега тази омраза е насочена към момичето. Марианела е подложена на унижения от леля си и братовчедка си Кристел, които непрекъснато ѝ се подиграват за наднорменото тегло. В новия си дом Марианела вижда светлина и познава любовта в лицето на Емануел, привлекателен журналист, който става неин приятел и довереник и който с течение на времето се влюбва в нея. От друга страна Марианела намира утеха и при леля си Ернестина, сестра на майка ѝ, която е актриса, собственичка на пансион. Постепенно Нети успява да вдъхне увереност и кураж на племенницата си, за да може да се изправя пред всички премеждия. Решена да я отстрани завинаги, Федра дава няколко шоколада пълни с отрова на Марианела, но всичко се оказва напразно. Марианела обаче остава с впечатлението, че Емануел иска да я убие. Този инцидент я мотивира да отслабне, за да има завидна, здрава и красива външност, която на практика я превръща в друга жена. Марианела решава да си отмъсти на Емануел и на всички, които са я карали да страда.

## Актьори
Част от актьорския състав:
- Ариадне Диас – Марианела Руис и де Тереса Павон / Виктория де ла Гарса Монтиел
- Валентино Ланус – Емануел Руис и де Тереса Куриел / Лирио де Плата
- Асела Робинсън – Федра Куриел де Руис и Тереса / Хуана Фелипа Перес Фернандес
- Сесар Евора – Емилиано Руис и де Тереса
- Лаура Флорес – Ернестина Павон Ромеро
- Алексис Аяла – Лоренсо Порта-Лопес
- Роберто Баястерос – Бернардо Искиердо
- Алтаир Харабо – Илития Порта-Лопес Риверо
- Армандо Араиса – Брандон Морено Сервантес
- Арон Ернан – Максимо Руис и де Тереса
- Марикармен Вела – Карлота Руис и де Тереса
- Тина Ромеро – Паула Де Франко
- Сесилия Габриела – Камила Риверо де Порта-Лопес
- Росита Пелайо – Флора
- Мария Елиса Камарго – Кристел Руис и де Тереса Куриел
- Марилус Бермудес
- Фернандо Роблес
- Габриела Голдсмит – Федра де Куриел
- Лусия Мендес – Ева Павон Ромеро вдовица де Руис и де Тереса

## Премиера
Премиерата на Изпълнена с любов е на 3 май 2010 г. по Canal de las Estrellas. Последният 206. епизод е излъчен на 13 февруари 2011 г.

## Награди и номинации
Награди TVyNovelas 2011
| Категория                            | Номинация                   | Резултат   |
| ------------------------------------ | --------------------------- | ---------- |
| Най-добра теленовела                 | Анджели Несма               | Номинирана |
| Най-добър актьор в главна роля       | Валентино Ланус             | Номиниран  |
| Най-добър актьор в отрицателна роля  | Алексис Аяла                | Номиниран  |
| Най-добра актриса в отрицателна роля | Асела Робинсън              | Номинирана |
| Най-добър млад актьор                | Диего Амосурутия            | Номиниран  |
| Най-добро женско откритие            | Кристина Масон              | Номинирана |
| Най-добра музикална тема             | Llena de amor от Луис Фонси | Номиниран  |

Награди People en Español 2011
| Категория                                | Номинация     | Резултат   |
| ---------------------------------------- | ------------- | ---------- |
| Най-добра актриса във второстепенна роля | Алтаир Харабо | Номинирана |

## Версии
- Моя сладка Валентина, венецуелска теленовела от 2002 г., продуцирана от RCTV, с участието на Наталия Страйгнард и Хуан Пабло Раба.